# 上海ワールド・フィナンシャル・センター
上海環球金融中心（中国語: 上海环球金融中心、英語: Shanghai World Financial Center, SWFC）は、中華人民共和国上海市浦東新区（金茂大厦421mの隣）に位置する超高層ビル。上海ヒルズ、上海ワールド・フィナンシャル・センターとも。

## 概要
所在地は上海市浦東新区世紀大道100。高さ492m。竣工しているビルとしては2022年7月現在世界第11位（中華人民共和国で第6位の高さ）の超高層ビルである。完成時は上海のみならず中華人民共和国で最も高いビルであったが、2015年に上海中心が完成した後は、上海市内でも2番目の高さのビルとなっている。「最高フロア高さ」と「軒高」では台北101よりも高く、ブルジュ・ハリーファに次いで世界第2位である。当初、完成すれば台北101が完成するまで世界一の高さとなる予定であったが、後述の事業凍結を挟んだ事で、結果的に世界1位の座は獲得できなかった。展望台の高さ（地上474m）はブルジュ・ハリーファ竣工後も世界一であったが、2014年にブルジュ・ハリーファの148階展望台(555m)が開業し、世界一ではなくなった。
延べ床面積は東京の六本木ヒルズ森タワーとほぼ同じ、約38万m2。総事業費は約1250億円。

## 歴史
森ビルにとって、中国で3棟目のビル開発として計画された。前2棟が日本のゼネコンによる施工であったのに対し、SWFCは中国の建設会社への分離発注であり、それに際し、海外におけるコンストラクション・マネジメントという新たな取り組みを導入した。森ビル等が出資する上海環球金融中心有限公司はプロジェクトの事業主体でありCMの担い手ともなった。
2001年の完成を目指して1997年10月に着工するも、基礎工事完了後、アジア通貨危機やSARS、日中関係悪化の影響を受け計画が頓挫した。この中断期間の間に大幅な設計変更を行い、ビル内部空間を広くするという流行の変化（当時）を受け、フロアの天井高を2500mmから2800mmに変更し、同時に建物規模を94階建から101階建（460m→492m）へ増やした。これに際し、世界一高い展望台や最上部の穴も追加された。これら一連の変更について森ビルの森稔社長は後に「逆風をバネにして飛躍した」「中断期間があったから上海のランドマークは誕生した」と述べている。
5年間の中断後、好調な中国経済に後押しされ2003年にプロジェクトが再始動、2004年11月に建設を再開した。2008年6月からテナントの入居が始まり、事業着手から14年の時を経て同年8月28日に竣工、8月30日から本格開業。開業前に現地で開いた記者会見で森稔社長は「日本では"無謀"と言われたが、やめようとは一度も思わなかった」と振り返り、「国際金融都市の新しい幕開け」と表現した。翌日の地元紙の紙面でも1面に取り上げられる等、中国国内における注目度の高さを窺わせた。
尚、景気変動の波にもまれて計画が遅れ、事業費が膨れ上がっていった結果、ビルを保有する子会社が多額の損失を抱えてしまい、森ビルはビルの数フロアを現地企業に売却せざるをえなくなってしまった。

## 主な施設

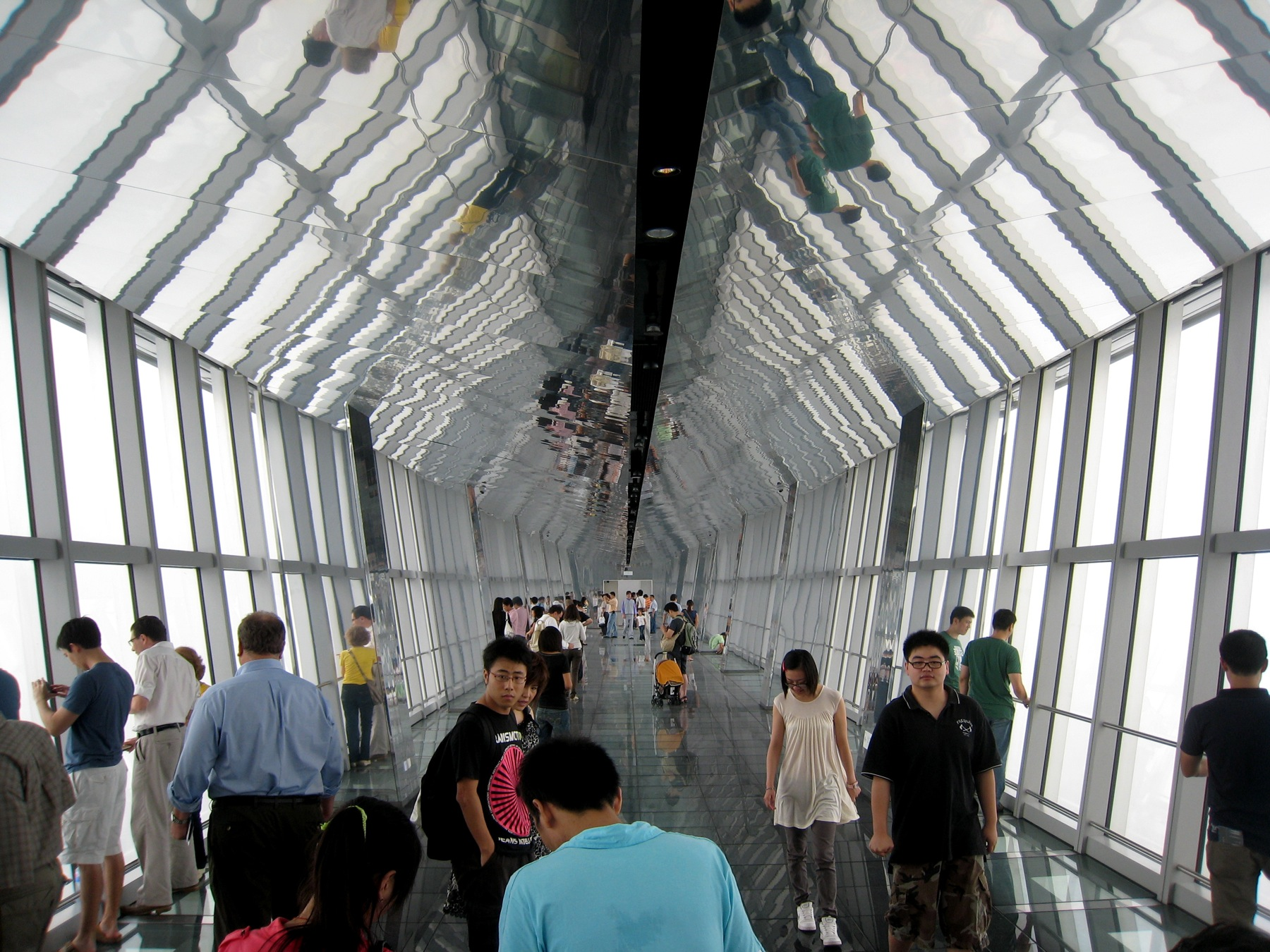
世界で一番高い展望台の内部

- 94階・97階・100階：展望台

100階部分は地上より474mあり、2008年8月の完成時点では世界で一番高い展望台となった。97階はビル上部の台形部分の下底、100階はその上底部分である。100階の床は真ん中部分がガラス張りとなっており、はるか真下をガラス越しに眺めることが可能。それぞれ入場料が違い、94階までだと100元、97階までで110元、最高階の100階まで上がるには150元。94階は休憩の出来る広いホールと土産物屋があり、ビルの形そっくりの栓抜きが売られている（280元）。94階のトイレの外壁に面した一部はガラス張りとなっていて、ある意味世界一眺めのいいトイレともいえる。
97階、98階、99階にまたがる台形の「穴」は見直し最終案で計画入りしたもので、風によるビルへの加重を軽減するためのものである。この穴の下部と上部にそれぞれ展望台がある。当初は、円形の「穴」であり、「月亮門」という中国庭園の壁にくりぬかれた円形の門をかたどったものとされたが、日本の日の丸に似ていて、「上海の空に日の丸を揚げるなんて許さない」、「高いところから日本が中国を見下すようだ」などといった中国側からの問題指摘があったため、現在の台形の栓抜き状の「穴」に変更された。
- 91階 - 93階：飲食店

ホテル同様、ハイアットホテルアンドリゾーツによる経営。
- 79階 - 93階：ホテル

ハイアットホテルアンドリゾーツグループが経営。名称は「パークハイアット上海」。客室数は約180室でスイートルームが中心。
- 7階 - 77階：オフィス

金融機関を中心に、日本・ドイツなど外資企業が入居者の大半を占めており、約1万人が働く。28,29階には上海の金融情報の発信拠点となる、スタジオ等を備えたメディアセンターがある。
- 3階 - 5階：会議室

国際会議場
- 地下2階〜3階：ショッピングモール

飲食店や販売店など約50店舗で構成される。ローソン、ファミリーマート、ABCクッキングスタジオ、ドコモチャイナ、JINSなどが出店している。

## 構造
- 高さ:492.3m（SRC・S造地上101階、地下3階）
- 延床面積：381,600m2
- 建築面積：14,400m2
- 敷地面積：30,000m2
- 事業主体：上海環球金融中心有限公司（森ビル等が出資）
- 設計：コーン・ペダーセン・フォックス、入江三宅設計事務所
- 施工：中国建築工程総公司、上海建工総公司
- 監修：森ビル

## 備考
- 計画当初は入口に回転扉を予定していたが、六本木ヒルズでの事故を機にスライド式に計画を変更した。
- 1998年から2003年まで長期に亘る工事中断を余儀なくされたが、地上部分の鉄骨工事が2005年6月より開始され、当初予定通り2008年6月に竣工した。

## アクセス
- 地下鉄2号線陸家嘴駅から徒歩5分
- 地下鉄2号線東昌路駅から徒歩5分